# Tabanus australicus
Tabanus australicus är en tvåvingeart som beskrevs av Taylor 1919. Tabanus australicus ingår i släktet Tabanus och familjen bromsar. Inga underarter finns listade i Catalogue of Life.